# Hyundai Pony
O Hyundai Pony (Hangul:현대 포니) é um automóvel de pequeno porte produzido pela Hyundai Motor Company de 1975 até 1988 (1990 na Coreia do Sul).

## Origem
A Hyundai queria desenvolver seu próprio carro, para isso, contrataram Turnbull George, antigo diretor da British Leyland com sua experiência com o Morris Marina. O design do Pony foi feito por Giorgetto Giugiaro.

## 1975-1981

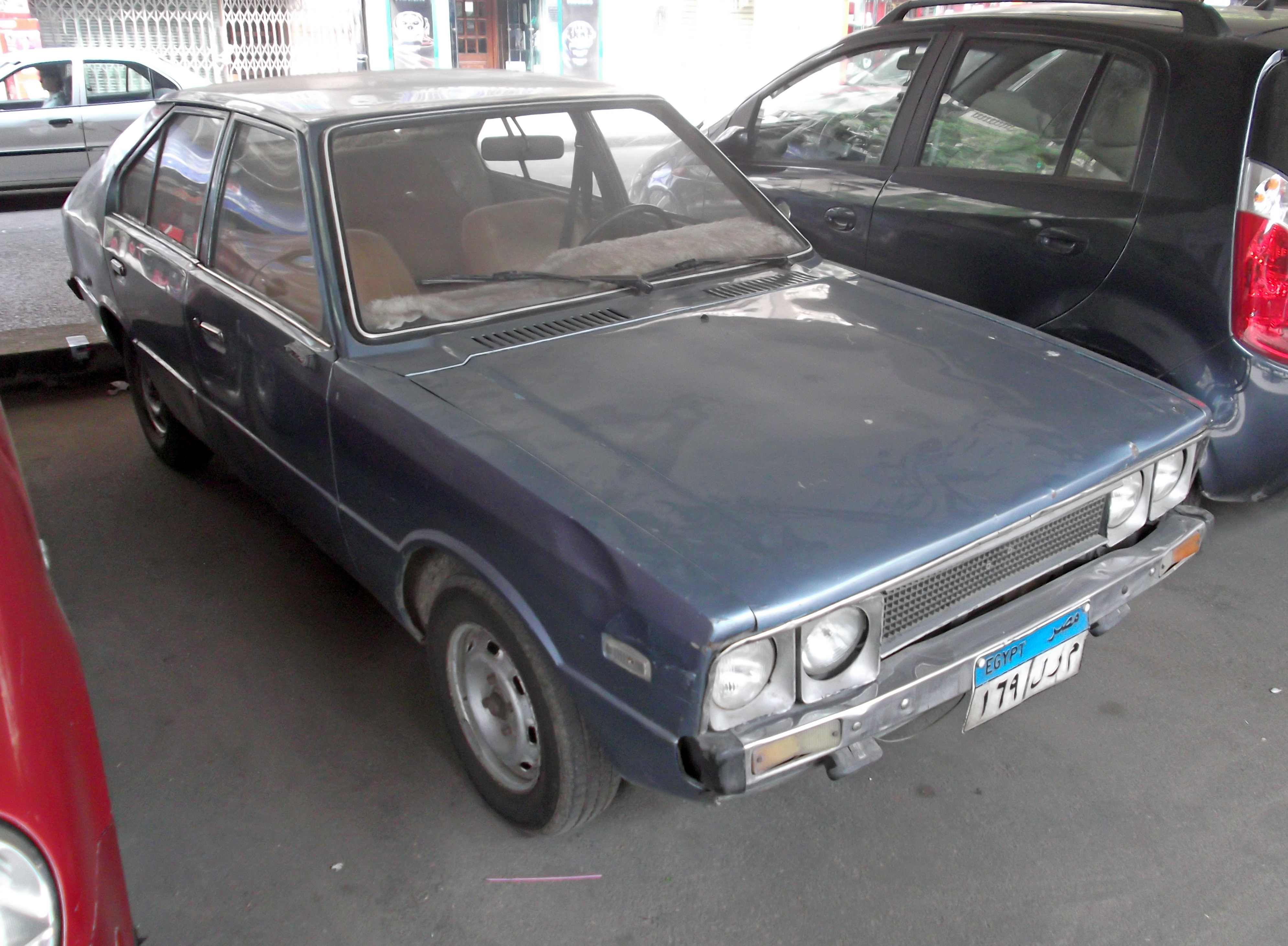
Um Pony da primeira geração.

O Pony foi apresentado no Turim Motor Show em outubro de 1974 e introduzido no mercado em dezembro de 1975 na versão sedan de 4 portas. Em 1976 o Pony começou a ser exportado para o Equador. Em 1978 para a Europa, começando pela Bélgica e pelos Países Baixos. Mais tarde, o Pony começou a ser exportado para a Grécia.
Uma versão caminhonete foi adicionada em maio de 1976, depois em abril de 1977 foi lançado o tipo Caminhoneta e Hatchback de 3 portas em março de 1980.
O Pony podia ser encontrado com motores 1.2 L Mitsubishi 4G36, 1.4 L Mitsubishi 4G33  e 1.6 L Mitsubishi 4G32, todos com 4 cilindros em linha.

## 1982-1988

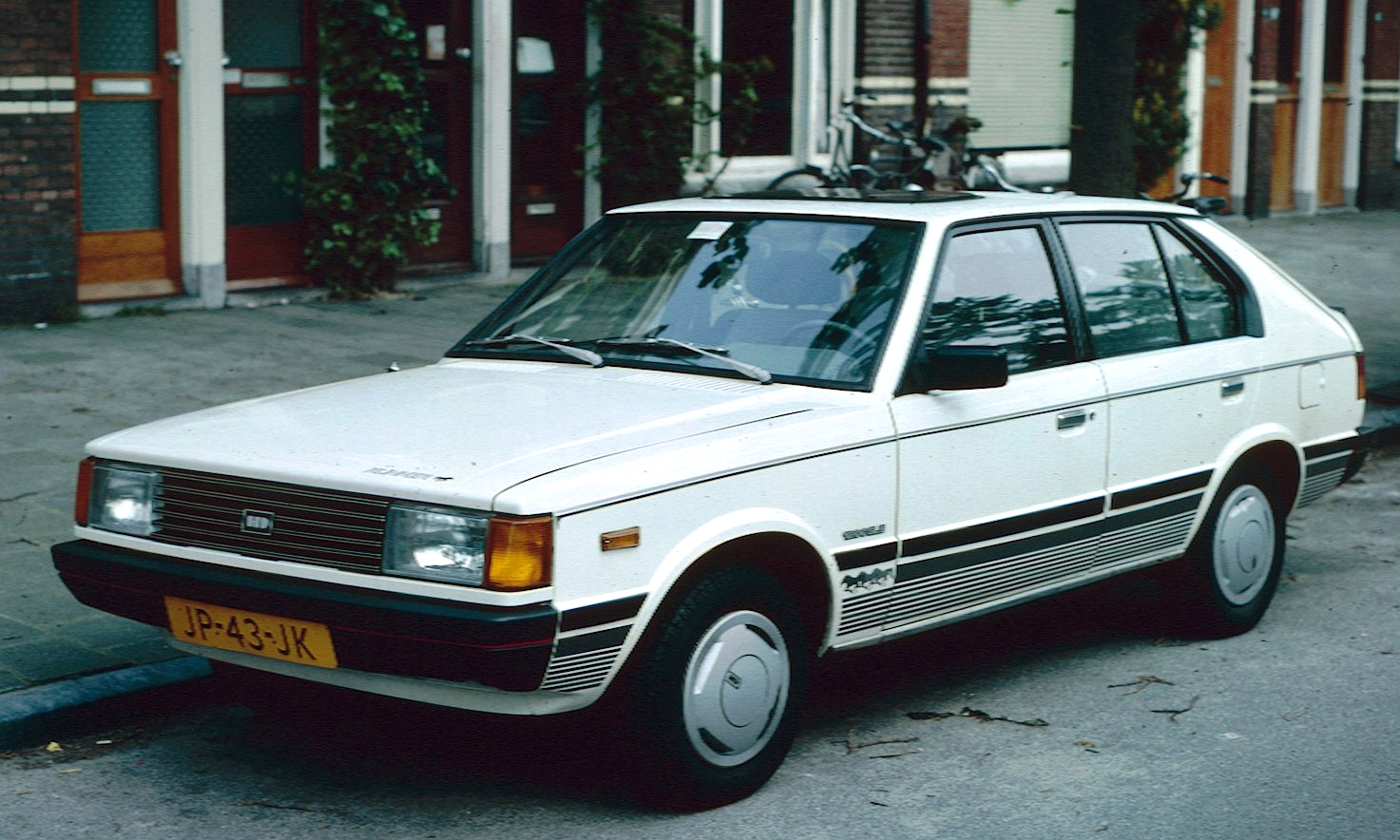
Pony II.

Em Janeiro de 1982, o Pony II foi apresentado. O Pony II podia ser encontrado nas versões Hatchback de 5 portas e Pickup de 2 portas. No mesmo ano do lançamento já começou a ser exportado para o Reino Unido e para o Canadá em 1983. Pelo requinte e preço baixo, o Pony II fez um enorme sucesso no mercado canadense excedendo as expectativas de vendas. O motor do Pony II podia ser 1.2 L Mitsubishi 4G36, 1.4 L Mitsubishi 4G33 e 1.6 L Mitsubishi 4G32, todos com 4 cilindros. A transmissão podia ser manual de 4 ou 5 marchas, ou automática de 3 marchas.

## Versão Canadense

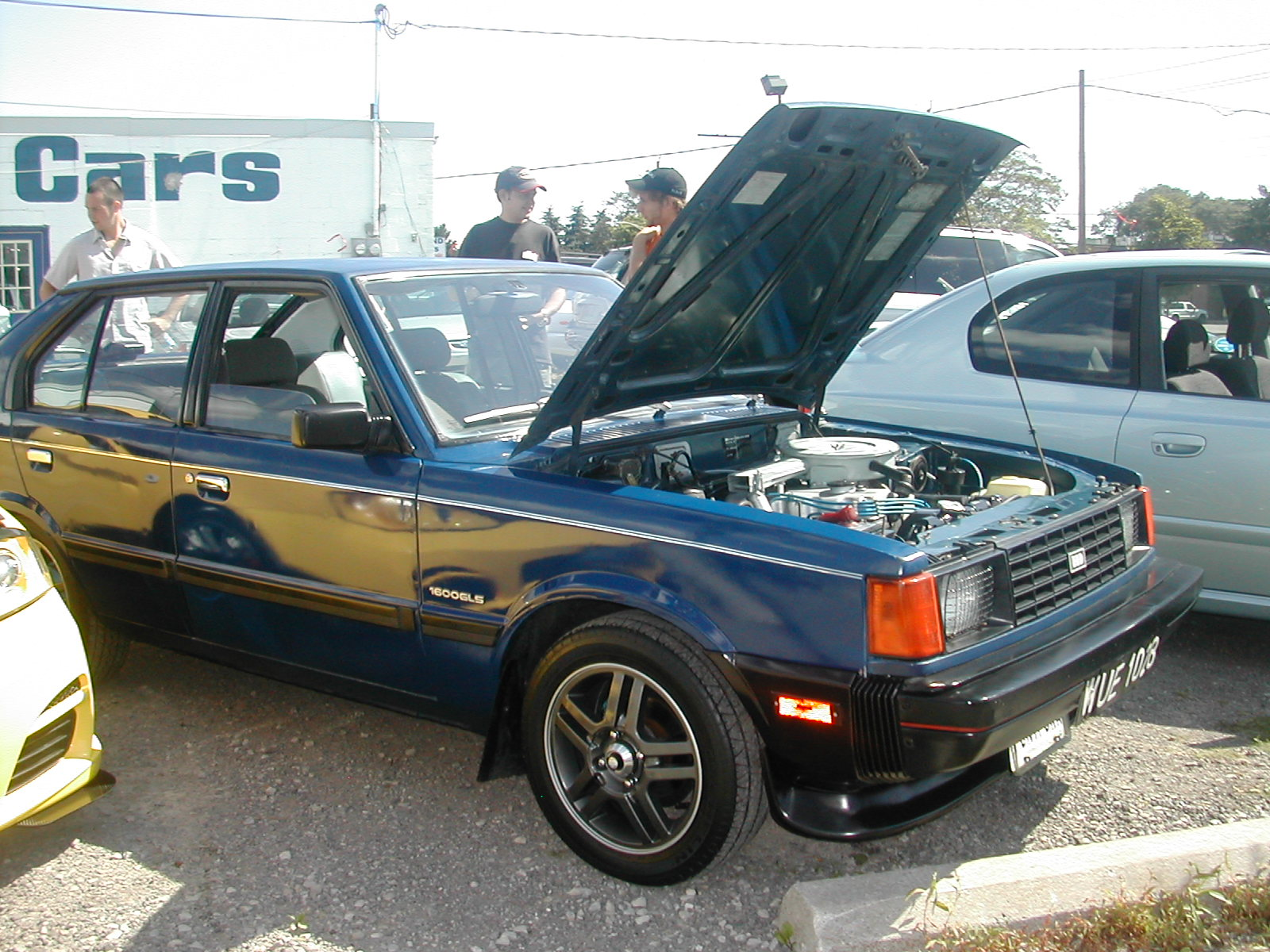
Pony canadense.

A versão canadense do Pony teve que ser ligeiramente alterada para cumprir as normas do país. O Pony foi liberado para venda no Canadá em 1984 e foi vendido até 1987. As projeções esperavam  cerca de 5 000 vendas para 1984, mas até o final do ano foram vendidas espantosas 50 000 unidades, foi o carro mais vendido do Canadá naquele ano.

## Tipos

### Primeira Geração
- 1200:GLS/GL/Standard
- 1400:GLS/GL
- 1600:GLS/GL/Limited

### Segunda Geração
- 1200:GLS/GL/Standard
- 1400:GLS/GL/CX
- 1600:GLS/CX

## Imagens

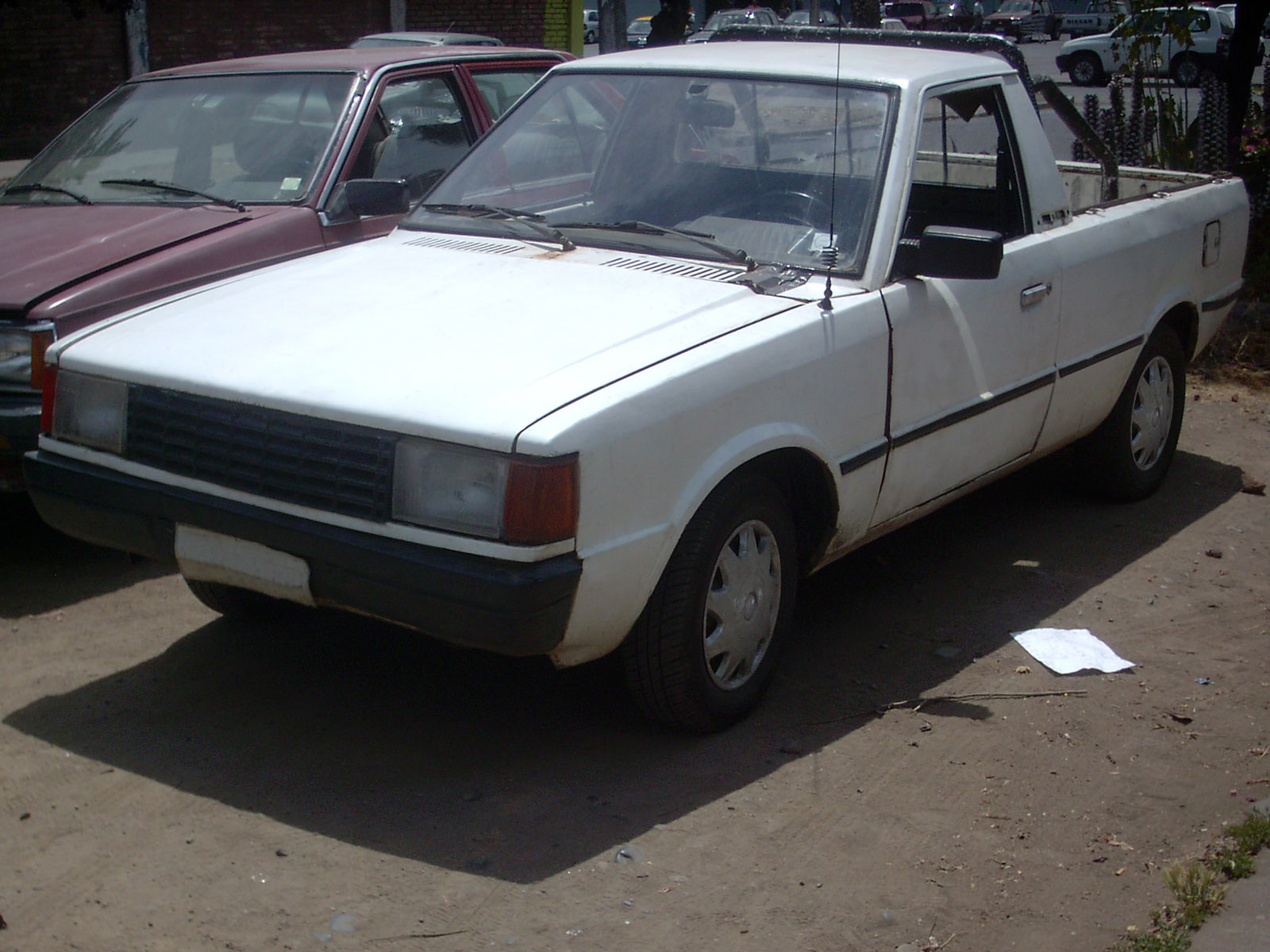
Pony Pickup.
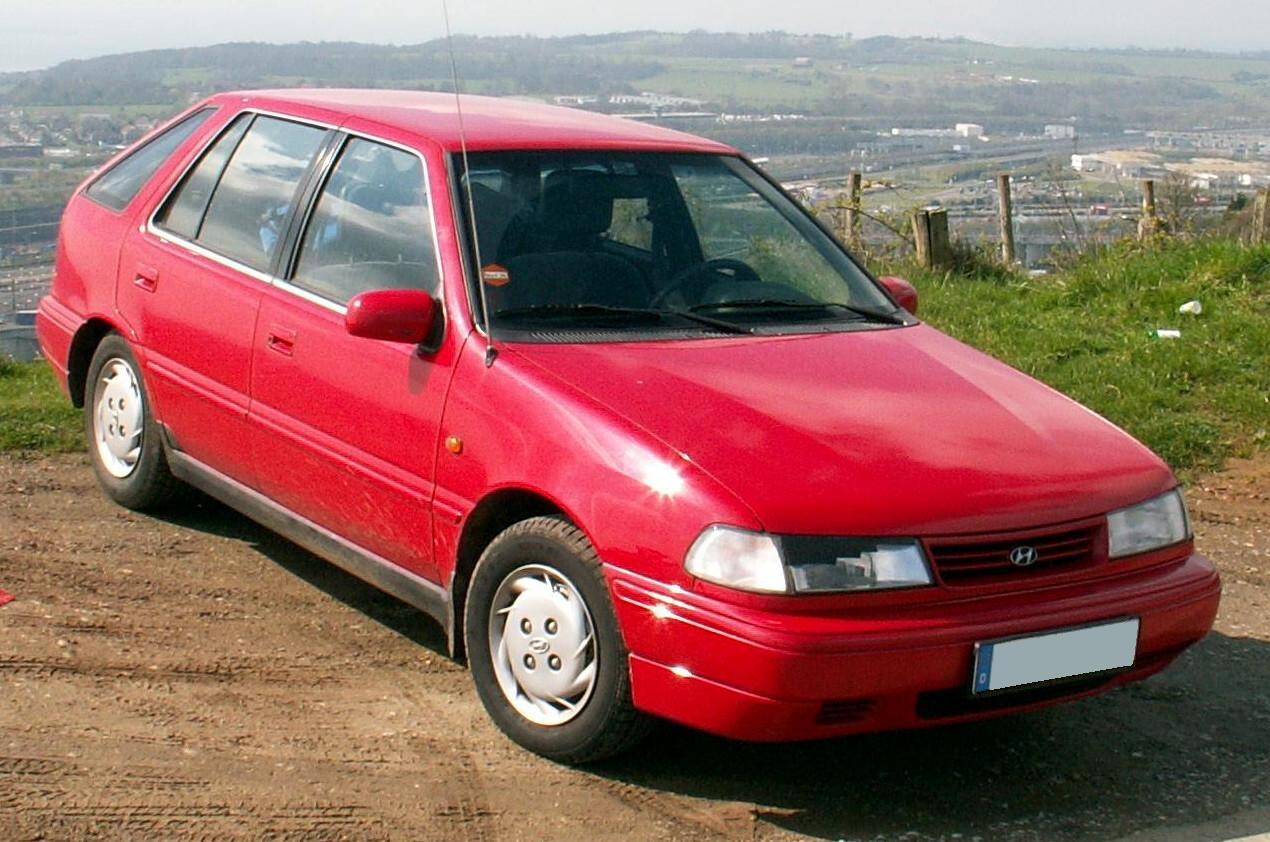
Hyundai Pony GLS.
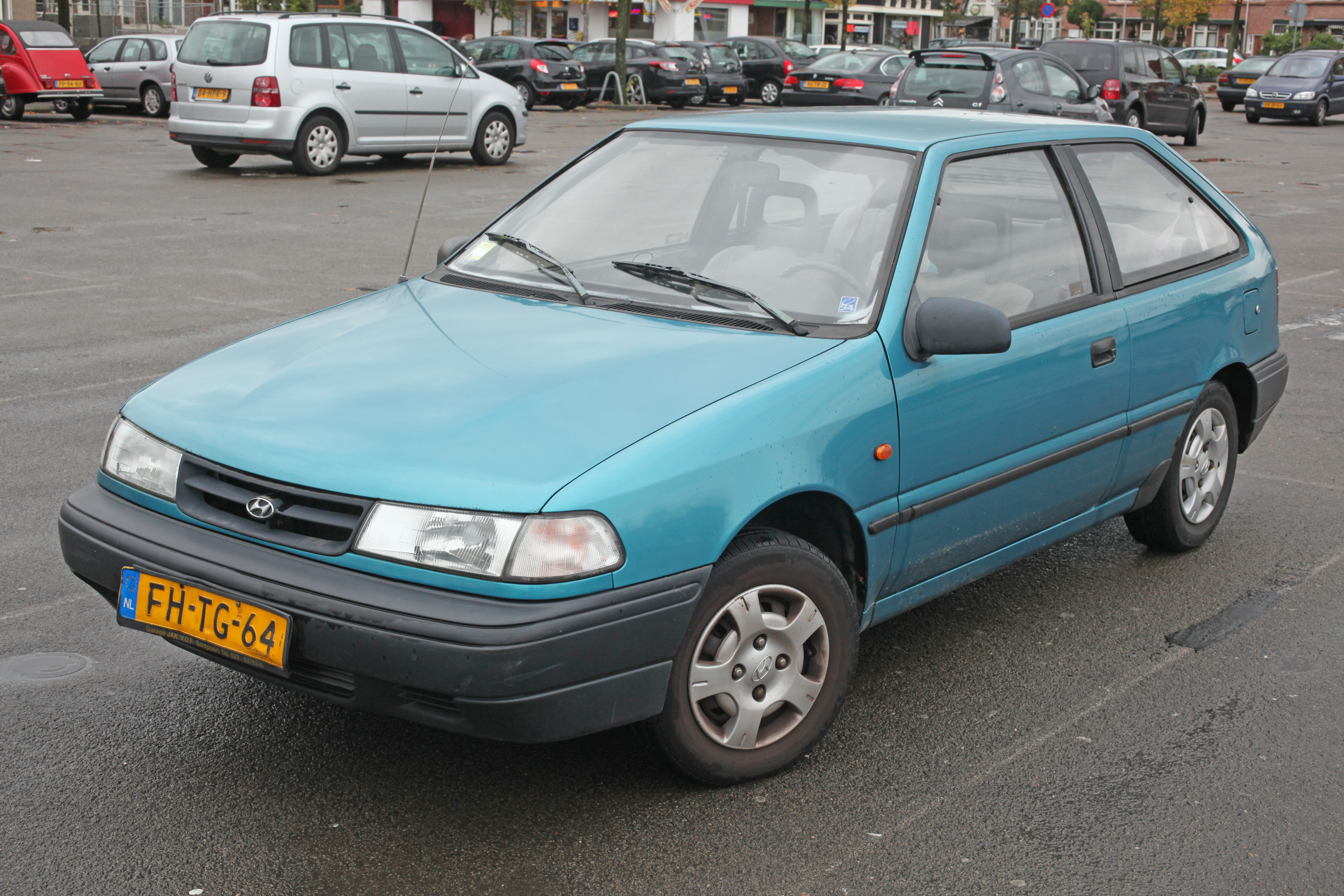
Hyundai Pony LS.